# Campylaspis bonetti
Campylaspis bonetti är en kräftdjursart som beskrevs av Mihai Bacescu och Maradian 1972. Campylaspis bonetti ingår i släktet Campylaspis och familjen Nannastacidae. Inga underarter finns listade i Catalogue of Life.